# Castelnaudary

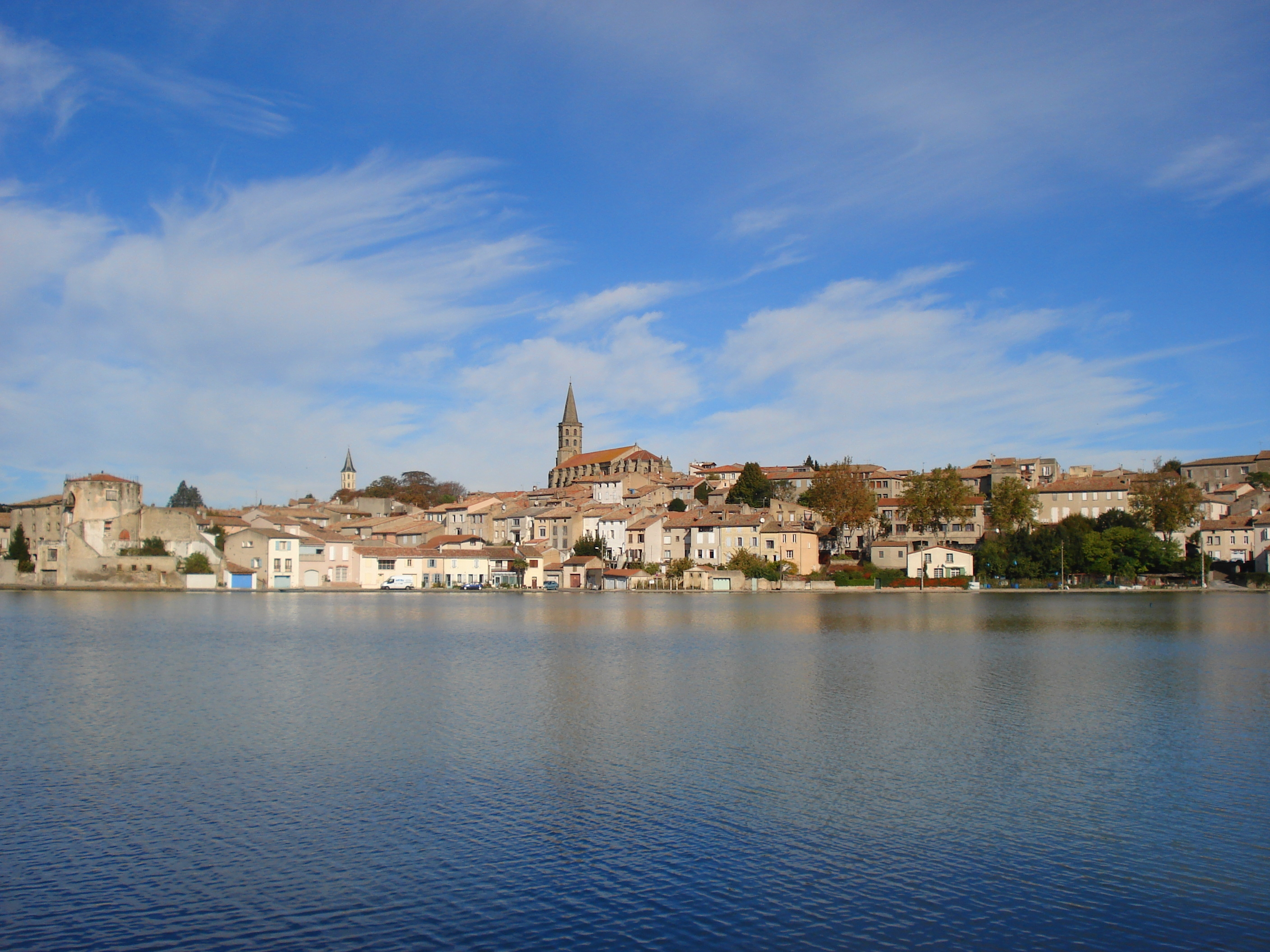
O Grand Bassin do Canal do Midi em Castelnaudary

Brasão de Castelnaudary

Castelnaudary (em occitano: Castèlnòu d'Arri) é uma Comuna comuna francesa, situada no departamento de Aude e na região da Occitânia. A cidade reclama-se o berço do cassoulet.

## Administração
- Código Postal: 11400
- 11 600 habitantes (Chauriens ou Castelnaudariens)
- Superfície: 772 hectares
- Altitude média: 165 m

## Universidade
- École nationale de l'aviation civile

## Figuras célebres
- Philippe de Rigaud de Vaudreuil (1643 - 1725), governador de Montréal e da la Nova-França.
- Antoine François Andréossy (1761-1828), general do Império.
- Pierre-François-Marie-Auguste Dejean (1749-1824), general, mais tarde ministro da administração da guerra durante o governo de Napoleão I, de 1802 a 1810.
- Alexandre Soumet (1788-1845), poeta e académico.
- François-Henry Laperrine (1860-1920), oficial da armada de África
- Antoine Marfan (1858-1942), um dos fundadores da pediatria em França.
- Georges Canguilhem (1904-1995), filósofo et epistemólogo, membro da Academia Francesa.